# 萨勒 (德塞夫勒省)
萨勒（法語：Salles，法語發音：[sal] ⓘ）是法国德塞夫勒省的一个市镇，属于尼奥尔区。

## 地理
萨勒（46°23'7"N, 0°5'58"W）面积7.77 平方千米，位于法国新阿基坦大区德塞夫勒省，该省份为法国西部内陆省份，北起曼恩-卢瓦尔省，西接旺代省，南至夏朗德省和滨海夏朗德省，东临维埃纳省。
与萨勒接壤的市镇（或旧市镇、城区）包括：布贡、拉莫特圣埃赖、庞普鲁、圣埃阿娜、苏当。

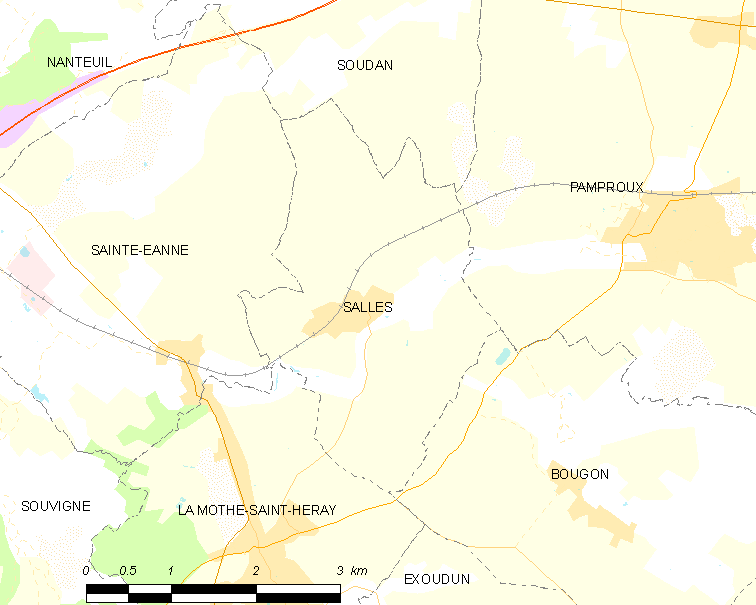
的OSM定位图

萨勒的时区为UTC+01:00、UTC+02:00（夏令时）。

## 行政
萨勒的邮政编码为79800，INSEE市镇编码为79303。

## 政治
萨勒所属的省级选区为贝勒河畔塞勒县。

## 人口

1962-2008年间人口变化图示

萨勒于2022年1月1日时的人口数量为323人。